# Shari
Pour les articles homonymes, voir Shari (homonymie).
Le shari est une technique qui vise à mettre en valeur la forme du tronc, en l'écorçant partiellement.

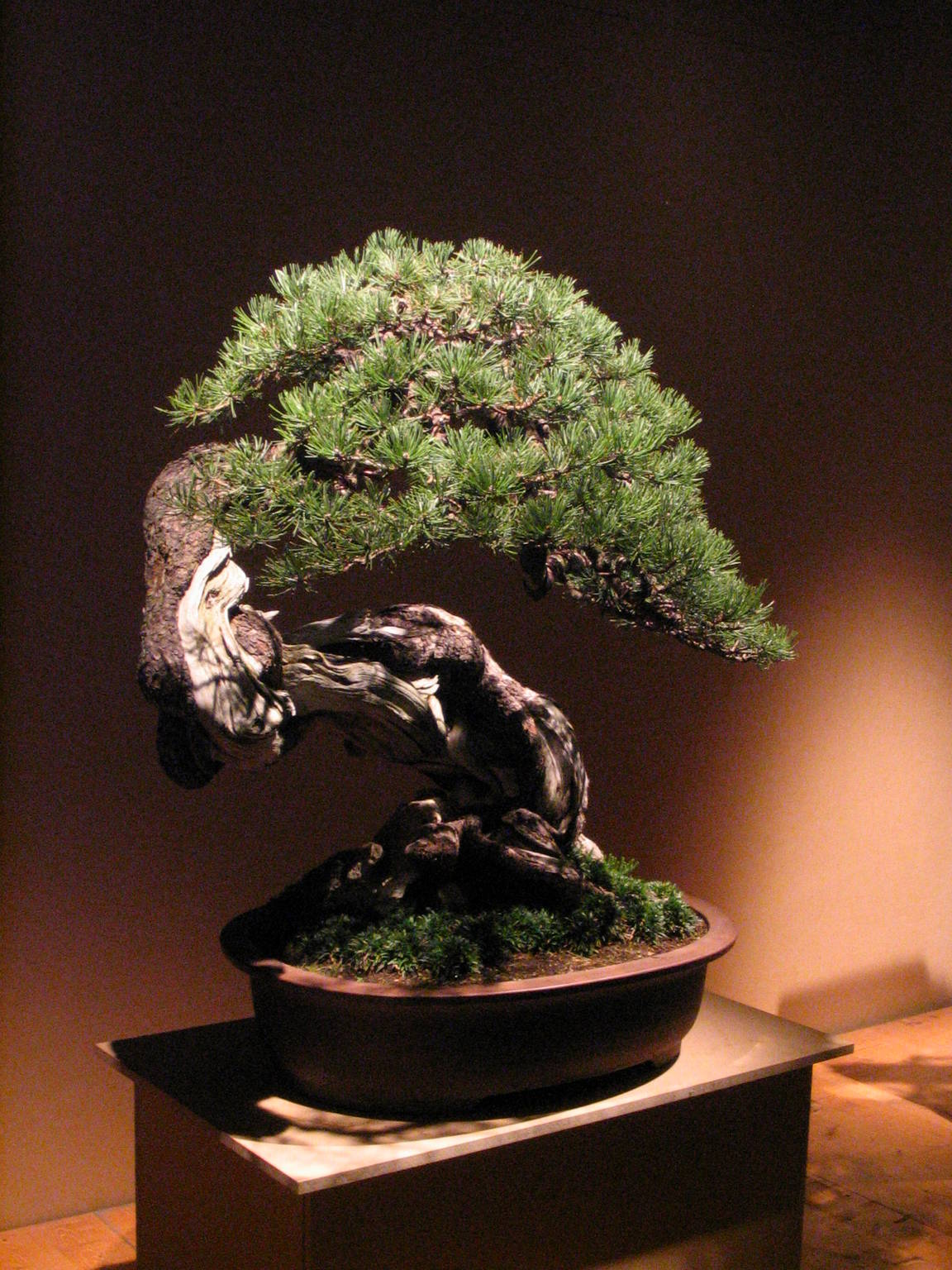
Un arbre ayant subi un shari.

## Technique
La technique consiste en deux incisions sur le  tronc de bas en haut à l'aide d'un ciseau à bois, afin d'enlever une bande d'écorce qui doit s'amincir en allant vers la cime et bien suivre le fil du bois.
Une attention toute particulière doit être donnée à ce que les canaux qui alimentent en sève les branches supérieures ne soient pas coupés.
Tout ceci s'effectue par étapes successives, sur plusieurs saisons, afin de ne pas fatiguer l'arbre. L'élargissement de la zone écorcée doit se faire progressivement.